# Wladislaw Ludwigowitsch Kotwitsch

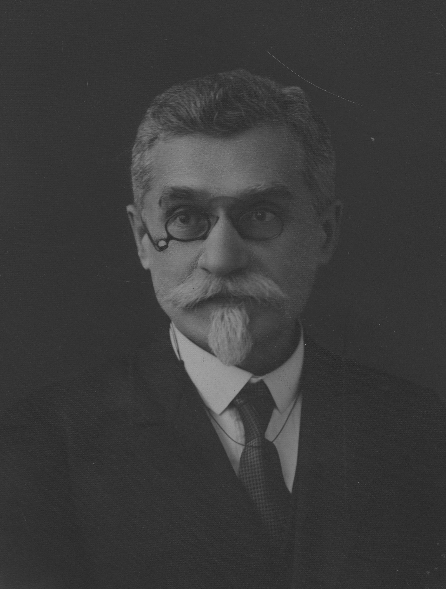
Wladislaw Ludwigowitsch Kotwitsch

Wladislaw Ludwigowitsch Kotwitsch (russisch Владислав Людвигович Котвич, polnisch Władysław Kotwicz; * 20. Märzjul. / 1. April 1872greg. im Dorf Ossowje bei Lida, Gouvernement Wilna; † 3. Oktober 1944 im Dorf Juodšiliai bei Wilna) war ein russisch-polnischer Mongolist, Altaist und Hochschullehrer.

## Leben
Kotwitsch begann 1891 das Studium an der Universität St. Petersburg in der Fakultät für Orientalistik. Er spezialisierte sich auf mongolische Sprachen, studierte aber auch Mandschurisch und Chinesisch. Nach dem Abschluss 1895 arbeitete er als Kanzleibeamter im Finanzministerium.
1900 verteidigte Kotwitsch seine Doktor-Dissertation, worauf er zum Privatdozenten und Leiter des Lehrstuhls für mongolische Philologie der Universität St. Petersburg ernannt wurde. 1902 organisierte er die Buchreihe Collectanea Orientalia, die er selbst finanzierte (bis 1939 gab es 16 Ausgaben, nach dem Deutsch-Sowjetischen Krieg wurde die Reihe nicht fortgeführt). Er nahm regelmäßig an Expeditionen nach Kalmückien teil (1894, 1896, 1910, 1917). Auf der Expedition in die Nordmongolei 1912 studierte er die Orchon-Runen und das Kloster Erdene Dsuu. Nach der Oktoberrevolution baute er das neue Zentralinstitut für lebende östliche Sprachen auf, dessen Direktor er war. 1923 folgte die Ernennung zum Professor und die Wahl zum Korrespondierenden Mitglied der Akademie der Wissenschaften der UdSSR.
1922 erhielt Kotwitsch gleichzeitig einen Ruf an die Jagiellonen-Universität in Krakau und einen Ruf an die Jan-Kasimir-Universität in Lemberg. Er entschied sich für Lemberg und kam 1924 nach der polnischen Einbürgerung 1923 nach Lemberg, wo er Leiter des für ihn geschaffenen Lehrstuhls für fernöstliche Philologie wurde. Die neue Polnische Orientalistik-Gesellschaft wählte ihn zu ihrem Vorsitzenden. 1927 wurde er Chefredakteur der polnischen Zeitschrift für Orientalistik. Er war Vollmitglied der Polska Akademia Umiejętności.
Neben den mongolischen Sprachen waren die altaischen Sprachen und die Geschichte Zentral- und Ostasiens Forschungsschwerpunkte Kotwitschs.